# 신다수파
신다수파 또는 누에바 마요리아(스페인어: Nueva Mayoría, 영어: New Majority)는 칠레의 중도좌파 정당들의 교섭단체이다.

## 주요 정당
- 칠레 기독교 민주당
- 광범위한 사회 운동
- 시민좌파당
- 칠레 사회당
- 칠레 민주당
- 사회민주급진당
- 북부세력당